# Rajdowy Puchar Polski

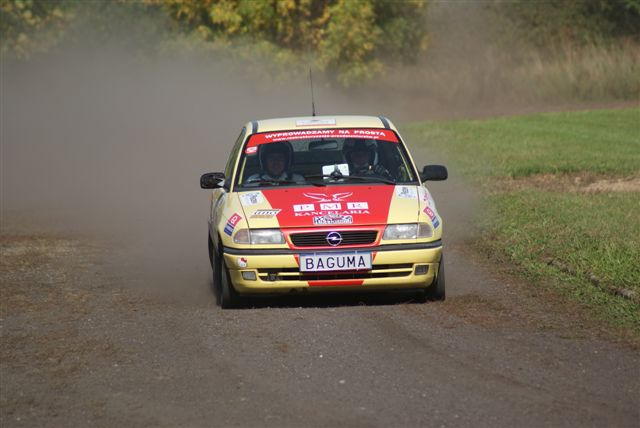
Opel Astra GSi na trasie 3. Rajdu Pleszewskiego

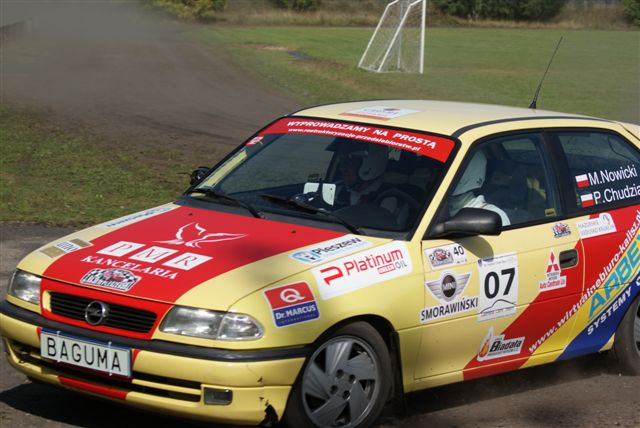
Opel Astra GSi - Odcinek specjalny

Rajdowy Puchar Polski (w skrócie RPP) – coroczny cykl rajdowy rozgrywany w ramach regulaminu Rajdowych Samochodowych Mistrzostw Polski. Rozgrywany w latach 2009-2014. 
Puchar Polski w rajdach samochodowych składał się z kilku rund rozgrywanych podobnie jak RSMP na różnych nawierzchniach na terenie całej Polski. Był spadkobiercą pucharu PZM-otu.
Organizatorem i właścicielem cyklu był Polski Związek Motorowy.
Warunkiem koniecznym do startu w rajdach zaliczanych do cyklu RPP jest posiadanie licencji rajdowej stopnia "R1" lub „R” oraz „R co-driver only” (upoważnia do startu tylko w charakterze pilota).
Samochody dopuszczone do RPP muszą spełniać analogiczne wymogi bezpieczeństwa jak samochody RSMP, jednakże nie muszą posiadać aktualnej homologacji FIA.
Od sezonu 2015 formuła ta została zlikwidowana.

## Zwycięzcy RPP[2]
| Sezon | Zwycięzca           | Pilot                 | Samochód           |
| ----- | ------------------- | --------------------- | ------------------ |
| 2009  | Jarosław Szeja      | Marcin Szeja          | Honda Civic        |
| 2010  | Wojciech Chuchała   | Ryszard Ciupka        | Citroen C2         |
| 2011  | Mariusz Nowocień    | Bartłomiej Jakubowski | Honda Civic        |
| 2012  | Sylwester Płachytka | Jacek Nowaczewski     | Citroen C2 R2      |
| 2013  | Jarosław Szeja      | Marcin Szeja          | Citroen C2         |
| 2014  | Hubert Palider      | Mateusz Fortuna       | Honda Civic Type R |